# Кундара
Кундара (фр. Koundara) — город на северо-западе Гвинеи, в провинции Боке.

## География
Расположен недалеко от границы с Сенегалом, на высоте 75 м над уровнем моря.

## Климат
| Показатель                    | Янв. | Фев. | Март | Апр. | Май  | Июнь  | Июль  | Авг.  | Сен.  | Окт. | Нояб. | Дек. | Год    |
| ----------------------------- | ---- | ---- | ---- | ---- | ---- | ----- | ----- | ----- | ----- | ---- | ----- | ---- | ------ |
| Средний суточный максимум, °C | 34,2 | 36,5 | 38,4 | 39,3 | 38,1 | 33,9  | 31,1  | 30,6  | 31,2  | 32,3 | 33,3  | 33,7 | 34,4   |
| Средняя температура, °C       | 25,5 | 28,0 | 30,2 | 31,7 | 31,5 | 28,7  | 26,7  | 26,5  | 26,7  | 27,5 | 26,8  | 24,7 | 27,9   |
| Средний суточный минимум, °C  | 16,7 | 19,4 | 22,1 | 24,1 | 24,9 | 23,6  | 22,3  | 22,4  | 22,3  | 22,7 | 20,2  | 15,7 | 21,4   |
| Норма осадков, мм             | 0,0  | 0,2  | 0,3  | 1,8  | 49,2 | 137,2 | 250,1 | 305,1 | 262,7 | 82,3 | 9,2   | 0,1  | 1098,2 |
| Источник:                     |      |      |      |      |      |       |       |       |       |      |       |      |        |

## Экономика
Основу экономики составляет переработка хлопка и сельское хозяйство (выращивание маиса, сорго, фруктов и хлопка). Обслуживается аэропортом Самбаило.

## Население
По данным на 2013 год численность населения города составляла 17 189 человек. Основные этнические группы — фульбе, бассари и другие; наиболее распространённый язык общения — фула.
Динамика численности населения города по годам:
| 1983   | 1996   | 2013   |
| ------ | ------ | ------ |
| 12 000 | 13 033 | 17 189 |